# 戦略的環境アセスメント
戦略的環境アセスメント（せんりゃくてきかんきょうアセスメント）とは、政策決定、上位計画決定や事業の意志決定段階、適地選定段階で実施される環境アセスメントのことをいう。英語のstrategic environmental assessmentの頭文字から「SEA」と省略されることも多い。
計画熟度が高まった事業の実施段階で実施される通常の環境アセスメント（いわゆる「事業アセス」）よりも、環境配慮の視点から柔軟な対応がなされやすいと期待されている。
戦略的段階とは、一般的に「Policy（政策）>Plan（計画）>Program （プログラム）」の3つのPの段階を指すと説明されているが、抽象的な概念で、どの段階から戦略的環境アセスメントと呼び得るか、厳密な定義は難しい。従前、「計画アセス」とよばれていたものより、概念的には広い。
2010年（平成22年）2月22日の中環審（中央環境審議会）答申「今後の環境影響評価制度の在り方について」を経て、2011年（平成23年）法改正により、「配慮書」手続きとして環境影響評価法に導入された。
地方自治体レベルでは、埼玉県、東京都など、いくつかの団体が国に先行して条例化している。